# Excavation à ciel ouvert

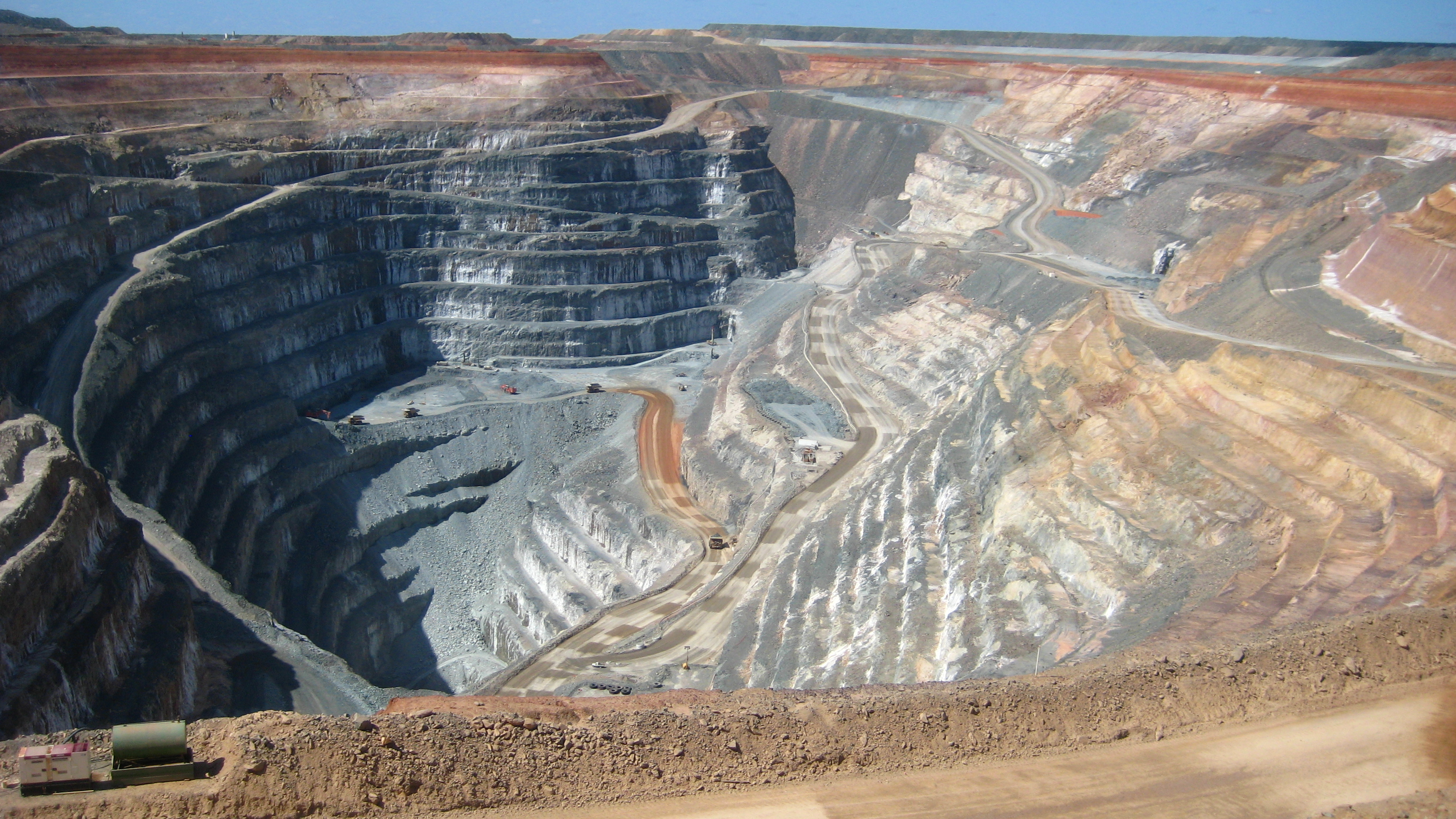
Côtés inclinés et en gradins de la mine d'or du barrage Sunrise, en Australie.

Une exploitation à ciel ouvert (en anglais : open-pit mining, open-cast mining), ou excavation à ciel ouvert (en anglais : open cut excavation, surface mining), est une technique d'exploitation minière qui consiste à extraire de la roche ou des minéraux de la terre par leur retrait d'une fosse à ciel ouvert, parfois appelée emprunt (borrow).
Une excavation à ciel ouvert  peut désigner une carrière ou une mine à ciel ouvert. Les carrières sont un cas particulier d'exploitation par fosse, qui s'intéresse à des gisements de roche très denses et bien consolidées, qui vont être débité en pierre à bâtir ou en granulat.
En terrain meuble l'exploitation se fait en continu, l'extraction et l’évacuation s’enchaînant; en roche dure l'utilisation d'explosif impose une exploitation discontinue.
L'exploitation à ciel ouvert est de manière générale moins dangereuse que l'exploitation souterraine.   
L'exploitation à ciel ouvert autorise l'emploi d'engins lourds, aux gabarits « hors normes »,  pelles hydrauliques, dumper, chargeuses de fort gabarit.  
En France, dans le code minier, l'assujettissement d'un gîte contenant des substances minérales ou fossiles soit au régime légal des mines, soit à celui des carrières est déterminé par la seule nature des substances.  

## Description
Lorsque les gîtes que l'on veut exploiter sont situés , en tout ou en partie, à une faible profondeur sous la surface du sol, et recouverts seulement par des terrains fragiles, le mode d'exploitation le plus économique et quelquefois le seul possible, consiste à enlever les terrains au-dessus du gîte, pour les mettre entièrement à découvert. Selon cette explication on peut ranger dans  les excavations à ciel ouvert, les dépôts de tourbes, beaucoup de carrières de pierres, les dépôts de minerai d'étain d'alluvion, d'autres gîtes métalliques, et même quelques portions de couches de houille puissantes. Ces exploitations à ciel ouvert donnent lieu à des excavations de très grandes dimensions tant en surface qu'en profondeur.

Le mineur pratiquait aussi fréquemment des fossés ou tranchées à ciel ouvert, pour découvrir ou explorer des affleurements de gîtes, et quelquefois pour tenir lieu de galeries souterraines, qu'il faudrait creuser et maintenir ouvertes dans des terrains sans consistance, à une petite profondeur au-dessous de la surface.

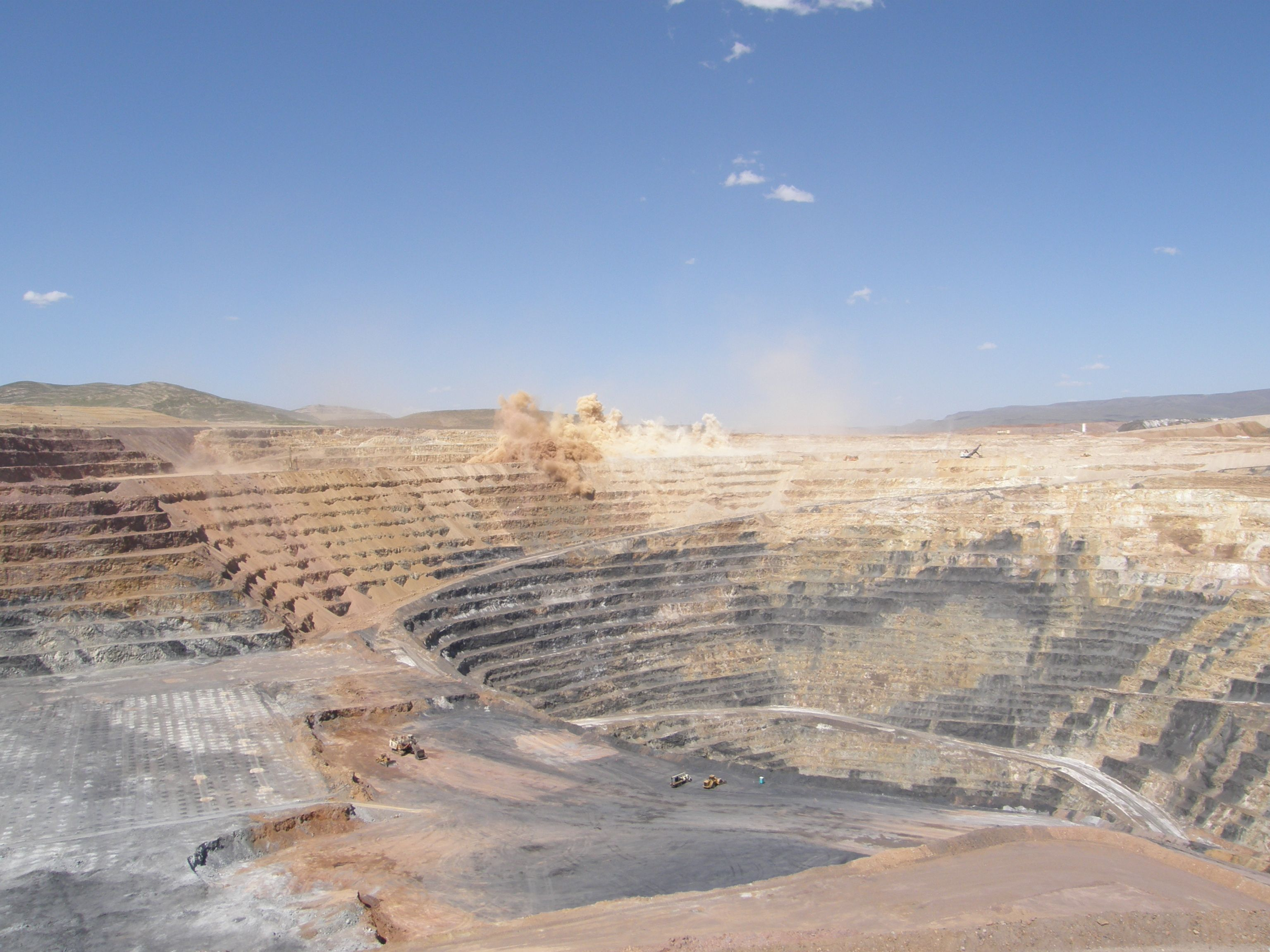
Pétardage de roches à la grande mine d'or à ciel ouvert de Twin Creeks au Nevada, aux États-Unis. Notez la taille des excavatrices pour l'échelle (premier plan, gauche), et que le fond de la mine n'est pas visible.

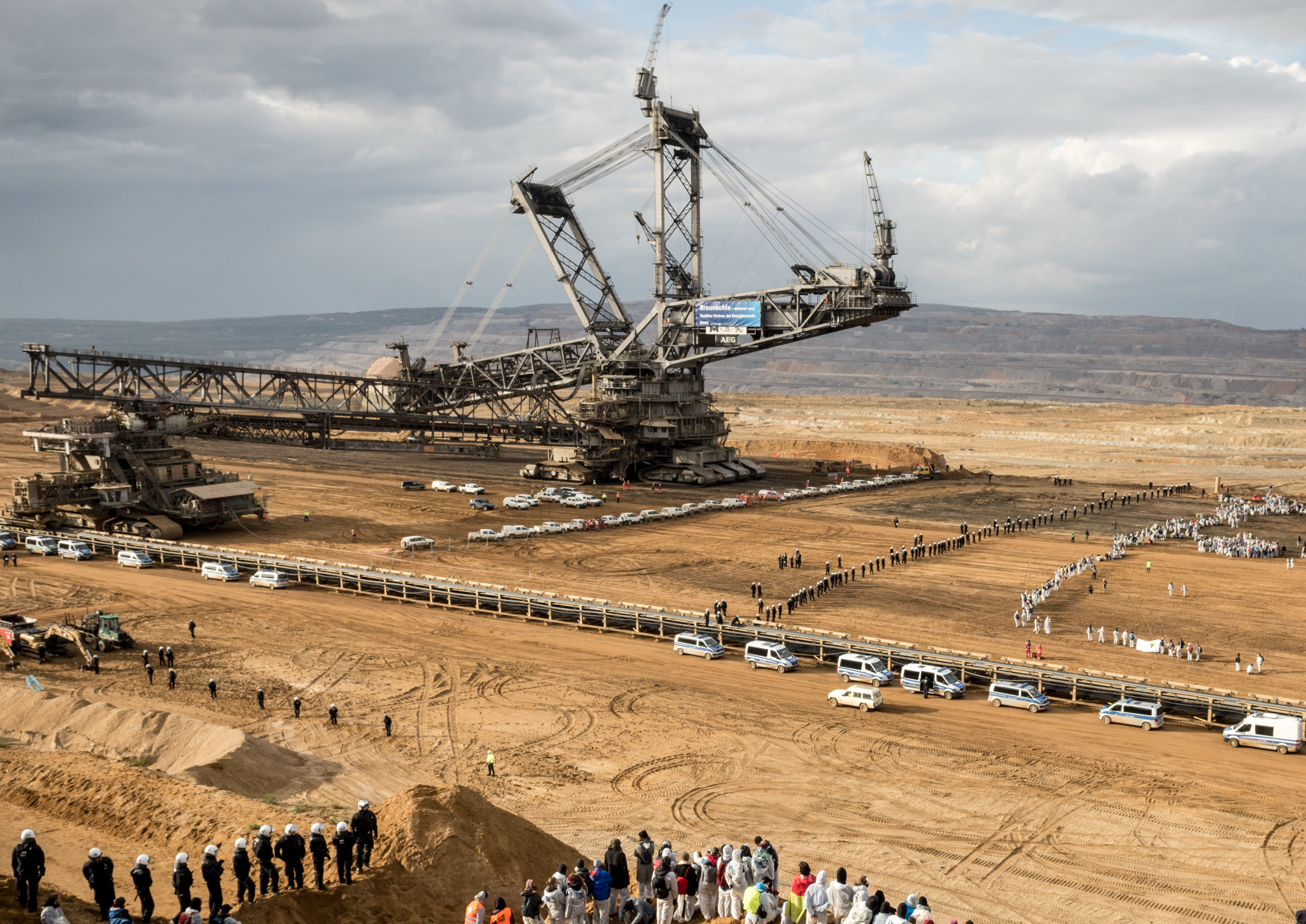
Les excavatrices à godets des mines de charbon de Rhénanie allemande comptent parmi les plus gros véhicules terrestres du monde.

Cette forme d'exploitation minière diffère des méthodes d'extraction qui nécessitent des galeries dans la terre, comme l'exploitation minière à longue taille. Les mines à ciel ouvert sont d'usage lorsque des gisements de minerai ou de roches commercialement exploitables se trouvent près de la surface. L'exploitation à ciel ouvert est appliquée au minerai ou aux roches trouvées à la surface lorsque le mort-terrain est relativement mince ou que le matériau d'intérêt est structurellement inadapté pour le creusement de tunnels (comme ce serait le cas pour le sable, la cendre et le gravier). En revanche, les minéraux qui sont trouvés sous terre mais qui sont difficiles à récupérer en raison de dureté de la roche peuvent être atteints en utilisant une forme d'exploitation minière souterraine.
Pour créer une mine à ciel ouvert, les mineurs doivent récolter des informations sur le minerai qui est sous terre. Cela se fait en réalisant des forages de reconnaissance dans le sol, puis en reportant l'emplacement de chaque sondage sur une carte. Les informations obtenues à travers les trous de sondes donnent une idée de l'étendue verticale du gisement de minerai. Ces informations verticales sont ensuite utilisées pour creuser les emplacements provisoires des bancs qui se trouveront dans la mine. Il est important de considérer la teneur et la valeur économique du minerai dans la fosse potentielle. Les mines à ciel ouvert qui produisent des matériaux de construction et de la pierre de taille sont communément appelées « carrières ».
Le plan d'une mine à ciel ouvert dépend des caractéristiques géologiques et minéralogiques du terrain, on distingue exploitation par découverte et exploitation par fosse,. La plupart des mines à ciel ouvert exploitées par fosse ont la forme générale d'un cône, leur forme précise toujours dictée par celle du gisement à exploiter, souvent du minerai encaissés dans des roches dures, disséminé ou en veines profondes; les fosses sont creusées en gradins concentriques reliés par des pistes.  L'exploitation par découverte s'applique aux gisements stratiformes peu profond, surtout dans l'exploitation du charbon.
Les mines à ciel ouvert sont généralement agrandies jusqu'à ce que les ressources minérales  soient épuisées ou jusqu'à ce qu'un ratio croissant de mort-terrain par rapport au minerai rende l'exploitation minière non rentable. Lorsque cela se produit, les mines épuisées sont parfois converties en décharges pour l'élimination des déchets solides. Cependant, une certaine forme de contrôle de l'eau est généralement nécessaire pour empêcher la fosse de devenir un lac, si la mine est située dans un climat de précipitations considérables ou si des couches de la fosse forment les aquifères productifs.
L'exploitation à ciel ouvert doit être considérée comme l'un des secteurs les plus dangereux du monde industriel. Elle a des effets importants sur la santé des mineurs, et est dommageable pour les terres écologiquement parlant. L'exploitation à ciel ouvert entraîne des changements dans la végétation, le sol et le substrat rocheux, ce qui contribue finalement à des changements dans l'hydrologie de surface, les niveaux des eaux souterraines et les voies d'écoulement. De plus, la mine à ciel ouvert produit des polluants nocifs, selon le type de minerai extrait et le type de procédé d'extraction utilisé.

## Extraction
Les mines à ciel ouvert sont creusées sur des replats, qui décrivent les niveaux verticaux du trou. L'intervalle entre les bancs dépend du gisement exploité, du minerai extrait et de la taille de la machinerie utilisée. En général, les grands bancs de mine ont une épaisseur de 12 à 15 mètres,. En revanche, de nombreuses carrières n'utilisent pas de bancs, car elles sont généralement peu profondes. L'exploitation minière peut être effectuée sur plus d'un banc à la fois, et l'accès à différents bancs se fait avec un système de rampes. La largeur de chaque banc est déterminée par la taille de l'équipement utilisé, généralement de 20 à 40 mètres de large. Des rampes descendantes sont créées pour permettre à l'exploitation minière de commencer sur un nouveau niveau. Ce nouveau niveau s'élargira progressivement pour former le nouveau fond de fosse.
La plupart des parois de la fosse sont généralement creusées selon un angle inférieur à la verticale. Les stériles sont décapés lorsque la fosse devient plus profonde, par conséquent, cet angle est une mesure de sécurité pour éviter et minimiser les dommages et le danger des chutes de pierres. Cependant, les mesures dépendent de la façon dont les roches sont altérées et érodées et du type de roches impliquées. Elles dépendent également de la quantité de faiblesses structurelles qui se produisent dans les roches, telles que des failles, des Cisaillement (en), des joints ou des feuillages .
Les parois sont étagées. La section inclinée des parois est connue sous le nom de talus (en anglais : batter), et la partie plate de la marche est connue sous le nom de banc (bench) ou de berme (berm) . Les marches dans les talus aident à empêcher les chutes de pierres de continuer sur toute la face de la paroi. Dans certains cas, un soutien au sol supplémentaire est nécessaire et des boulons à roche, des boulons à câble et du béton projeté sont utilisés. Des trous de drainage peuvent être utilisés pour soulager la pression de l'eau en forant horizontalement dans le parois, ce qui est souvent suffisant pour provoquer des défaillances dans le mur par lui-même.
Une route de transport est généralement située sur le côté de la fosse, formant une rampe que les camions peuvent emprunter lors du transport du minerai et des stériles.

## Déchets
Les mines à ciel ouvert génèrent une quantité importante de déchets. Près d'un million de tonnes de minerai et de stériles peuvent sortir par jour des plus grandes mines, et quelques milliers de tonnes par jour de petites mines . Il y a généralement quatre opérations principales dans une mine qui contribuent à cette charge: le forage, le dynamitage, le chargement et le Haulage (en).
Les stériles sont transportés vers une décharge. Les décharges de déchets peuvent être empilées à la surface de la fosse active ou dans des fosses précédemment exploitées.
Les résidus de traitement du minerai sont appelés résidus et se présentent généralement sous la forme d'une boue . Celui-ci est pompé vers un bassin de retenue des résidus ou un bassin de décantation, où l'eau est réutilisée ou évaporée. Les barrages de résidus peuvent être toxiques en raison de la présence de minéraux sulfurés non extraits, de certaines formes de minéraux toxiques dans la gangue et souvent de cyanure qui est utilisé pour traiter le minerai d' or via le processus de lixiviation au cyanure . Si des protections environnementales appropriées ne sont pas en place, cette toxicité peut nuire à l'environnement environnant.

## Polluants
L'exploitation à ciel ouvert implique le processus de perturbation du sol, ce qui conduit à la création de polluants atmosphériques. La principale source de polluants atmosphériques provient du transport des minéraux, mais il existe divers autres facteurs, notamment le forage, le dynamitage et le chargement et le déchargement des morts-terrains. Ces types de polluants causent des dommages importants à la santé et à la sécurité publiques en plus d'endommager la qualité de l'air. L'inhalation de ces polluants peut causer des problèmes aux poumons et finalement augmenter la mortalité . De plus, les polluants affectent la flore et la faune des zones entourant les mines à ciel ouvert.
L'exploitation aurifère à ciel ouvert est l'une des menaces minières potentielles les plus élevées pour l'environnement car elle affecte la chimie de l'air et de l'eau. La poussière exposée peut être toxique ou radioactive, ce qui en fait un problème de santé pour les travailleurs et les communautés environnantes.

## Hydrologie dans l'exploitation minière
Les mines à ciel ouvert opérant dans une zone avec des eaux souterraines lourdes peuvent éventuellement faire face à des problèmes liés à l'hydrologie; qui comprennent le soulèvement et l'éclatement du plancher de la mine en raison d'une pression de soulèvement excessive. Un système de contrôle des eaux souterraines doit être installé pour résoudre les problèmes causés par l'hydrologie. La formation d'une conception appropriée du talus de la mine à ciel ouvert change tout au long de la vie d'une mine. Il repose principalement sur une compréhension toujours croissante des conditions de la masse rocheuse. Cela inclut les eaux souterraines et les pressions associées qui peuvent agir dans les talus. La réduction des eaux souterraines liée aux pressions interstitielles est un aspect crucial pour déterminer si une conception technique géotechnique pour les talus des mines à ciel ouvert est réalisable. Les systèmes de contrôle des eaux souterraines, qui comprennent les puits de pompage et de dépressurisation, peuvent également avoir un impact important sur les eaux souterraines locales. Pour cette raison, une version du système de contrôle basée sur l'optimisation est nécessaire pour garantir que les impacts hydrogéologiques locaux et régionaux se situent dans des fourchettes acceptables.
L'Open Pit Depressurization (dépressurisation à ciel ouvert) est le processus d'élimination des tensions ou de la pression de différentes zones d'une mine. La dépressurisation contribue à rendre les mines à ciel ouvert plus stables et plus sûres. En utilisant un programme intégré de dépressurisation des pentes de la mine, la probabilité que les plans de la mine puissent être réalisés, et à un niveau de risque acceptable, augmente considérablement,. La dépressurisation permet des agrandissements considérables d'une mine et peut prolonger la durée de vie de la mine de 10 à 15 ans. Une technique utilisée dans la dépressurisation est le recuit. Le recuit est le chauffage et le refroidissement lents d'un métal, d'un alliage ou d'un verre. Ce chauffage et refroidissement lents soulage le stress interne des zones environnantes. Le recuit augmentera la maniabilité et la durabilité d'un matériau, ce qui augmente globalement la sécurité des mines à ciel ouvert. Lorsque la pression des eaux souterraines pose des problèmes dans les mines à ciel ouvert, des drains horizontaux sont utilisés pour aider à accélérer le processus de dépressurisation des pentes. Ce qui permet d'éviter une rupture de pente à grande échelle dans la mine. Les drains horizontaux sont utilisés pour abaisser la pression interstitielle en réduisant la charge d'eau souterraine, ce qui améliore la stabilité des talus.

## Untopping
Une forme de carrières à ciel ouvert peut être réalisée par untopping. Cela se produit là où une ancienne mine souterraine devient non rentable ou en mauvais état, mais laisse encore des roches précieuses en place, souvent à la suite d'une l'exploitation minière par chambres et piliers . Untopping enlève les morts-terrains d'en haut, ouvre la mine par le dessus, puis permet de gagner les minéraux précédemment « piégés ».
L'untopping était une caractéristique des travaux dans les ardoisières galloises dans les années 1930 et 2000, lorsque Martyn Williams-Ellis, directeur de Llechwedd (en) constata que les exploitations antérieurs de l'époque victorienne pouvaient être rentables avec les techniques nouvellement mécanisées d'excavation en vrac pour extraire leurs piliers, et plus récemment à travers un nombre de mines exploitées.

## Réhabilitation

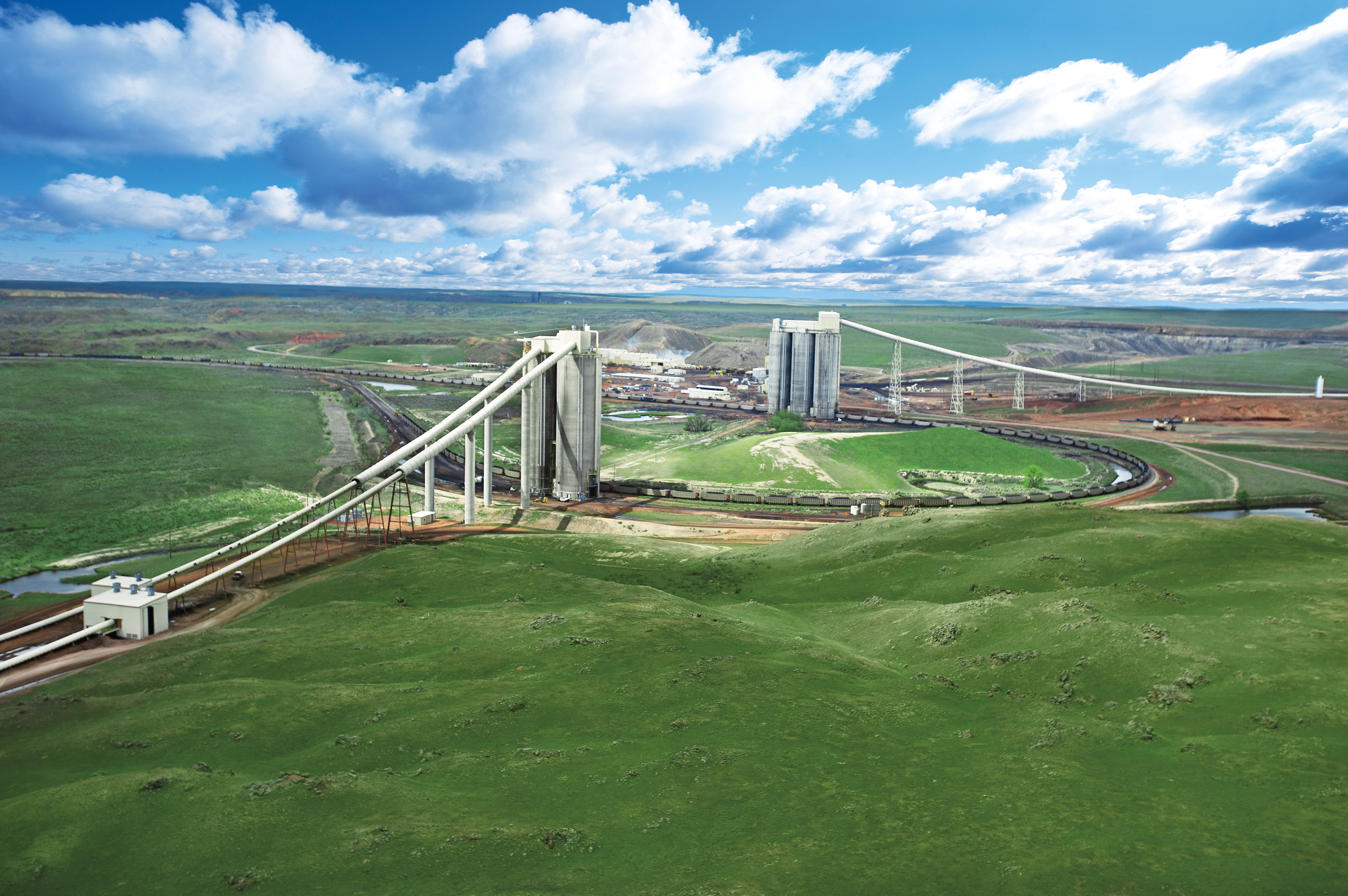
Une station de chargement et des terres récupérées à la mine de charbon à ciel ouvert North Antelope Rochelle, dans le Wyoming, aux États-Unis.

Une fois l'exploitation minière terminée, la zone de la mine peut subir une réhabilitation des terres. Les décharges de déchets sont profilées pour les aplatir et les stabiliser davantage. Si le minerai contient des sulfures, il est généralement recouvert d'une couche d'argile pour empêcher l'accès de la pluie et de l'oxygène de l'air, ce qui peut oxyder les sulfures et produire de l'acide sulfurique, un phénomène connu sous le nom de drainage minier acide. Celui-ci est ensuite généralement recouvert de terre et de la végétation est plantée pour aider à consolider le matériau. Finalement, cette couche s'érodera, mais on espère généralement que la vitesse de lixiviation ou d'acide sera ralentie par la couverture de sorte que l'environnement pourra supporter la charge d'acide et de métaux lourds associés. Il n'y a pas d'études à long terme sur le succès de ces couvertures en raison du temps relativement court pendant lequel l'exploitation minière à ciel ouvert à grande échelle a existé. Il faudra peut-être des centaines à des milliers d'années pour que certaines décharges deviennent « neutres en acide » et cessent de s'infiltrer dans l'environnement. Les décharges sont généralement clôturées pour empêcher le bétail de les priver de végétation. La fosse à ciel ouvert est alors entourée d'une clôture, pour empêcher l'accès, et elle finit généralement par se remplir d'eau souterraine. Dans les zones arides, il peut ne pas se remplir en raison des niveaux profonds des eaux souterraines. Au lieu de rendre le terrain à son état naturel d'origine, il peut également être réutilisé, en le convertissant en parcs de loisirs ou même en communautés résidentielles/mixtes. En Allemagne, premier producteur mondial de lignite (dont la quasi-totalité est exploitée à ciel ouvert de nos jours), les anciennes mines sont généralement converties en lacs artificiels. Pour atténuer le problème du drainage minier acide mentionné ci-dessus, les inondations se font souvent avec l'eau des rivières voisines au lieu d'utiliser uniquement les eaux souterraines. Dans le même cas, de l'oxyde de calcium ou d'autres produits chimiques basiques doivent être ajoutés à l'eau pour neutraliser la valeur de pH.

## Minerais des carrières à ciel ouvert
L'or est généralement extrait dans les mines à ciel ouvert de 1 à 5 ppm (parties par million) mais dans certains cas, 0,75 ppm d'or se justifie économiquement. Ceci a été réalisé par lixiviation en tas à la Peak Hill mine dans l'ouest de la Nouvelle-Galles du Sud, près de Dubbo, en Australie.
Le nickel, généralement sous forme de latérite, est extrait à ciel ouvert jusqu'à 0,2%. Le cuivre peut être extrait à des teneurs aussi basses que 0,11% à 0,2%.
Les matériaux généralement extraits des mines à ciel ouvert comprennent:
- Bitume
- Argile
- Charbon
- Cuivre
- Coquina
- Chromite
- Diamants
- Gravier et pierre
- Granit
- Gritstone
- Gypse
- Calcaire
- Marbre
- Minerais métalliques, tels que cuivre, fer, or, argent et molybdène
- Phosphate
- Uranium

## Les plus grandes mines à ciel ouvert
L'exploitation à ciel ouvert est une méthode courante pour extraire des minéraux et des échantillons de la Terre. En raison de sa rentabilité, cette méthode est très populaire et est utilisée dans le monde entier. Les dix plus grandes mines à ciel ouvert du monde sont répertoriées.
- 1. Mine de Bingham Canyon - Utah
- 2. Mine Mir de diamant - Sibérie orientale, Russie
- 3. Kalgoorlie Super Pit - Australie
- 4. Kimberly Diamond Mine - Afrique du sud
- 5. Mine de diamants Diavik - Canada
- 6. Mine de Hull-Rust-Mahoning - Minnesota
- 7. Mine de Grasberg - Indonésie
- 8. Mine de cuivre de Chuquicamata - Chili
- 9. Mine de diamant Oudatchnaïa - Sibérie, Russie
- 10. Mine d'Escondida - Chili

Exploitation à ciel ouvert par découverte et par fosse, carrière
Mine à ciel ouvert. Garzweiler
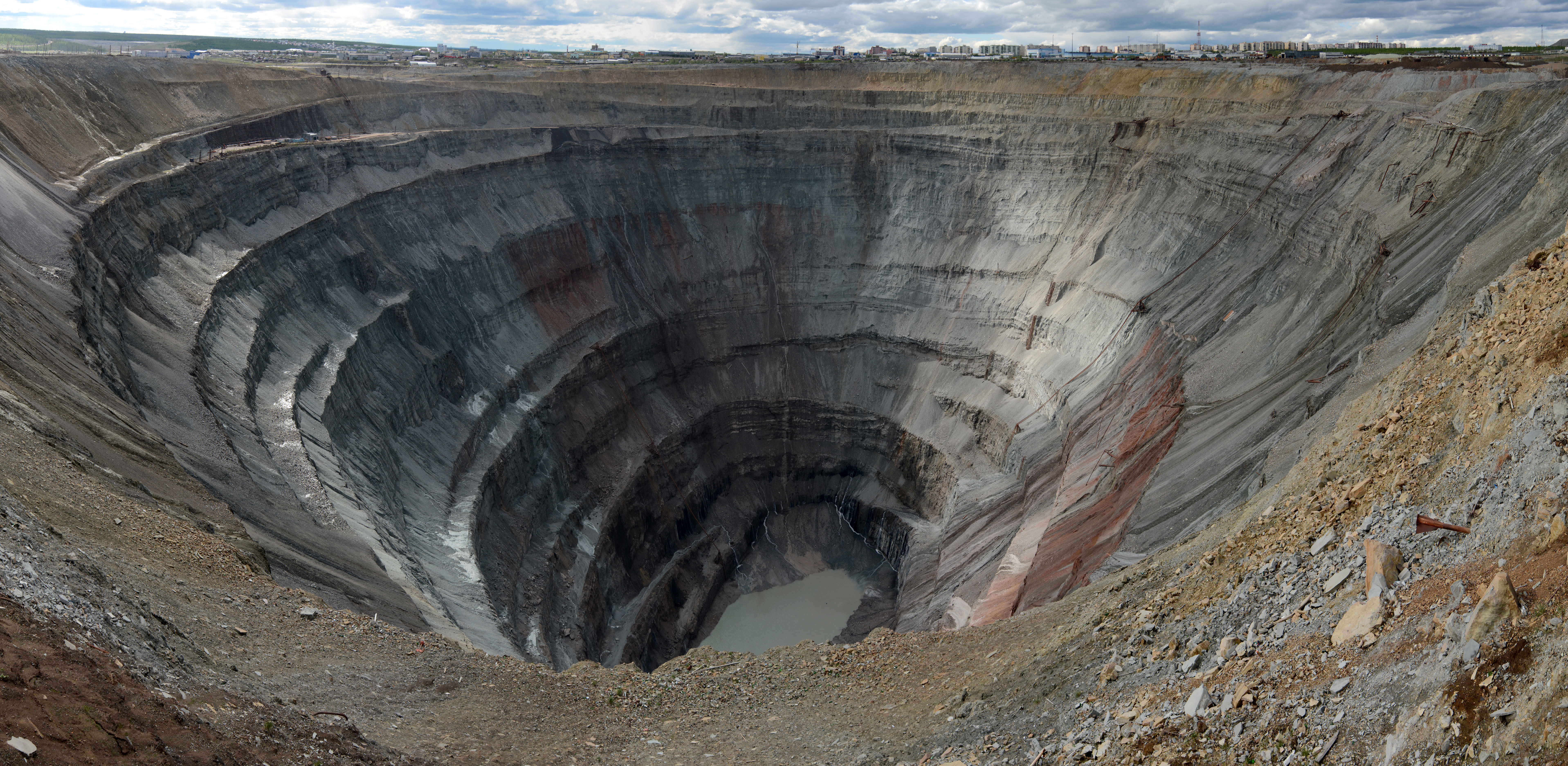
Mine Mir, mine de kimberlite et de diamant à ciel ouvert située à Mirny, en Yakoutie (Extrême-Orient russe).
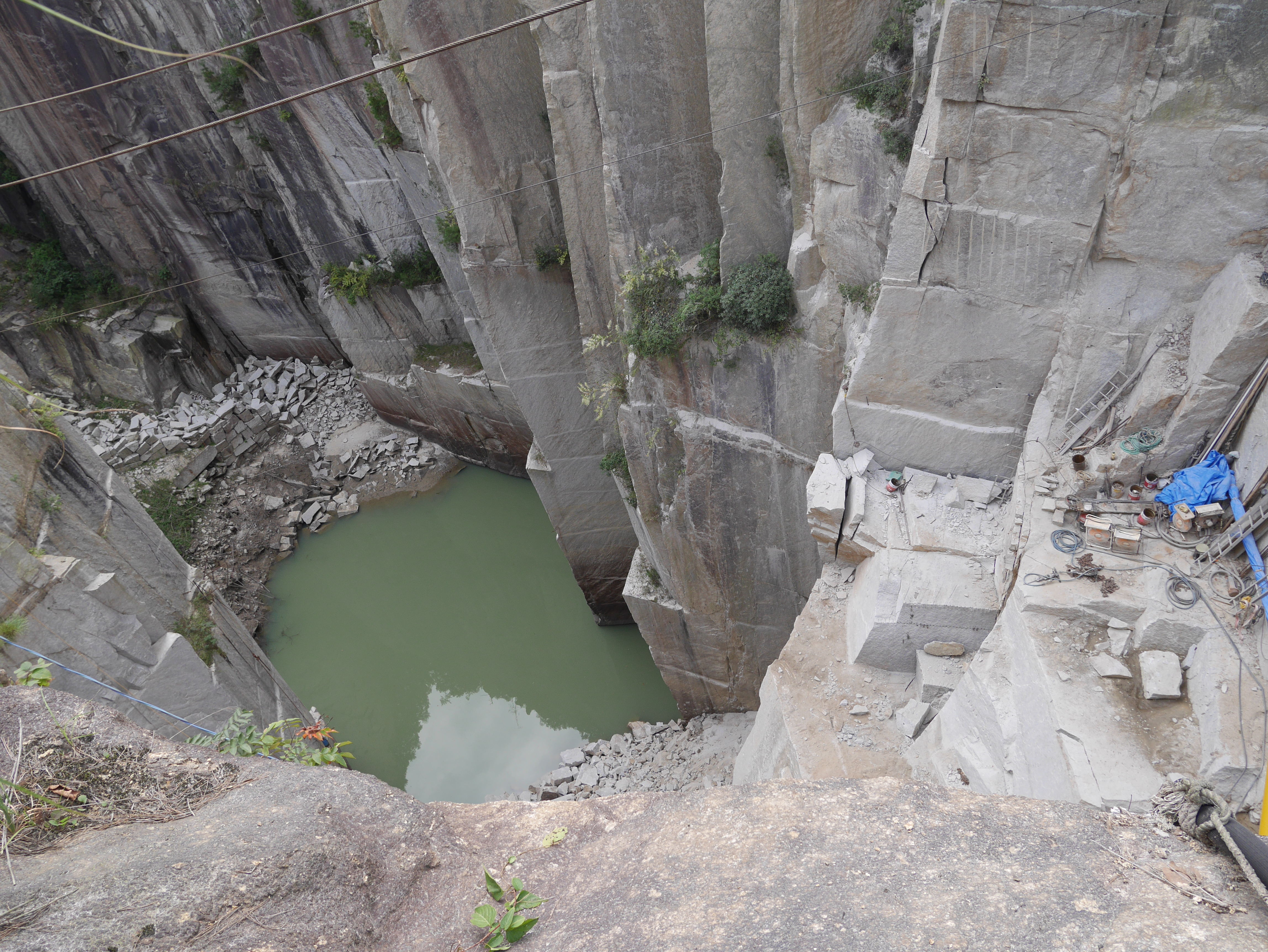
Carrière de Kitagi, Japon